# Sabbat (banda)
Sabbat es una banda de thrash metal inglesa formada en Nottingham en 1985.

## Historia
Sabbat fue formado por Martin Walkyier (voz), y Frazer Craske (bajo), miembros del grupo Hydra, a quienes se unió Andy Sneap (guitarras), y Simon Negus (batería).
Negus ingresó en reemplazo del baterista de Hydra Mark Daley, quien se había alejado del grupo, tras esto rebautizaron el proyecto como Sabbat.
Luego de un año de ensayos y de la edición del demo Fragments of a Faith Forgotten, fueron mencionados por la influyente revista especializada Kerrang!, y recibieron varias ofertas contractuales, firmando para el sello alemán Noise Records en 1987.
En septiembre de ese año viajaron a Hannover para grabar su álbum debut, History of a Time to Come, el cual vio la luz a fines de año.
A principios de 1989 graban su segundo LP, Dreamweaver, que es publicado por Noise, con buena acogida.
Las letras del álbum, escritas por Martin Walkyer, muestran aspectos ligados al paganismo celta y al llamado wyrdismo, concepto de las antiguas civilizaciones germánicas ligado al destino, similar al karma.
Para este álbum conceptual ingresa a la banda un segundo guitarrista: Simon Jones, apodado "Jack Hammer".
Sin embargo debido a problemas financieros y disconformidad respecto al rumbo musical del grupo y a la actitud del sello discográfico para con Sabbat, Martin Walkyer abandona la banda, para formar su proyecto de folk metal Skyclad.
Sin él graban Mourning Has Broken, editado en 1991, disco que contó con Richie Desmond en voces, y que señalaría la disolución del proyecto.
Luego de un intento de reunión fallido, a principios de la década del 2000, Sabbat se reúnen en 2006 con la formación del Dreamweaver, y salen de gira con Cradle of Filth como banda apertura.
El grupo continúa tocando eventualmente en directo, aunque Walkyer aclaró que es "por diversión, sin planes a largo plazo."

## Discografía
- History of a Time to Come (1987)
- Dreamweaver (1989)
- Mourning Has Broken (1991)